# Hruď

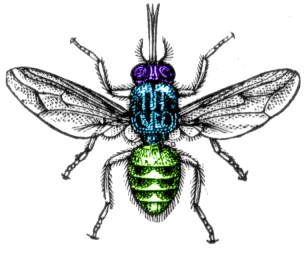
Tři základní tělní části hmyzu, uprostřed modře hruď

Hruď (thorax) je střední část těla členovců. Je umístěna mezi hlavou (caput) a zadečkem (abdomen). Vyskytuje se zejména u hmyzu, ale mimo jiné také u trojlaločnatců. U jiných skupin členovců většinou srůstá s hlavovou částí a vytváří hlavohruď.
Hruď hmyzu se skládá ze tří článků, které se v pořadí od hlavy označují jako předohruď (prothorax), středohruď (mesothorax) a zadohruď (metathorax). Druhý a třetí hrudní článek (středodhruď a zadohruď) se souborně označuje jako pterothorax. Na každém článku hrudi je nebo původně býval jeden pár nohou; na každém článku pterothoraxu je pár křídel. Hlava je spojena s hrudí krkem, který je někdy nezřetelný a nepohyblivý (mšice). Zadeček k hrudi přisedá zpravidla celou šíří, jen u některých blanokřídlých je připojen stopkou. Hřbetní část (tergum) předohrudi se nazývá pronotum, přičemž u brouků a rovnokřídlých tvoří pevný výrazný útvar označovaný jako štít.
Na povrchu je hruď pokryta chitinem, uvnitř je vyplněna mohutnou svalovinou a některými orgány, nervy a orgány cévní soustavy (v nichž cirkuluje hemolymfa).